# Zwicky-Areal

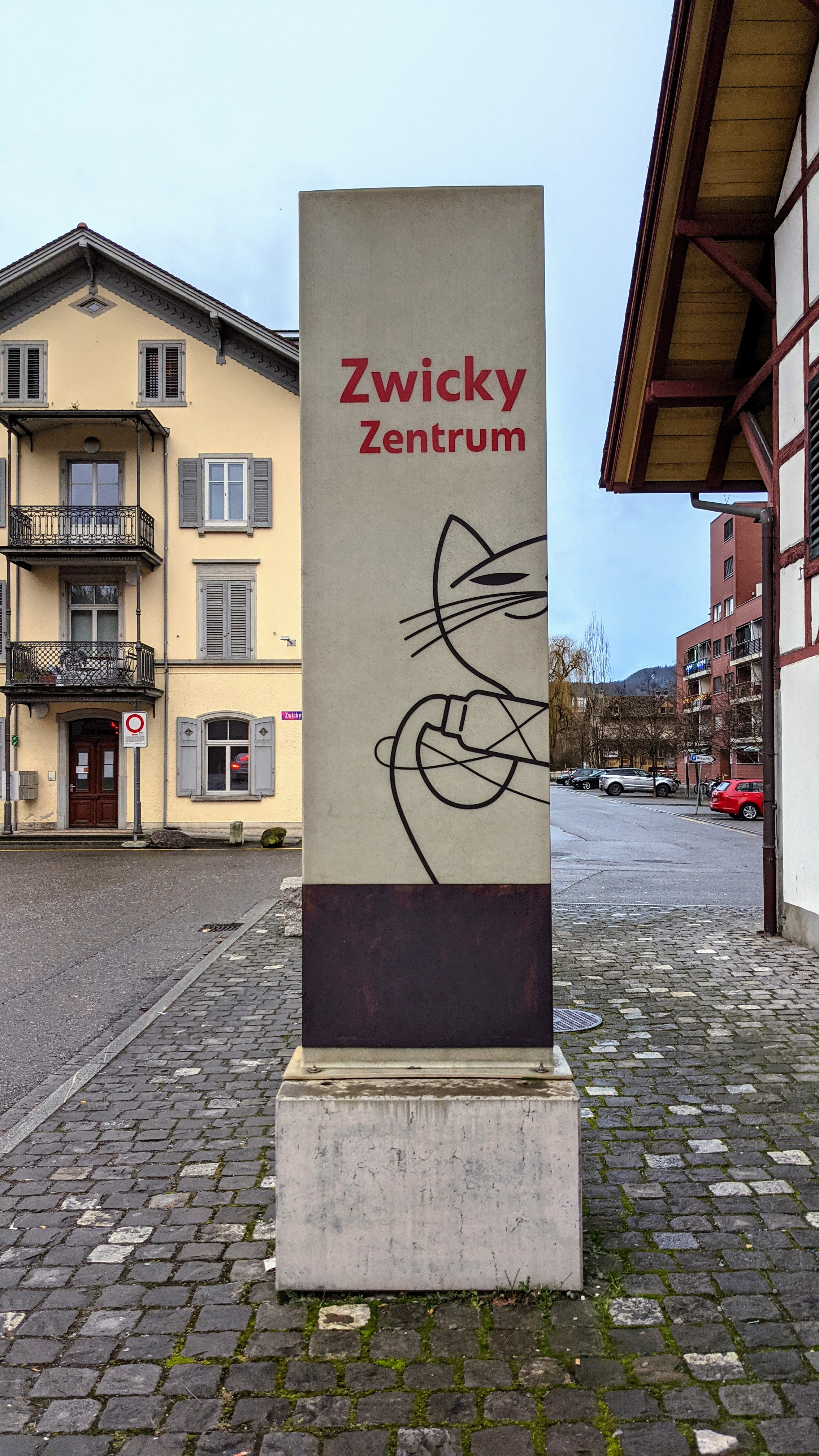
Zwicky Zentrum Stele

Das Zwicky-Areal, Zwicky-Quartier oder einfach Zwicky ist eine Grossüberbauung im Kanton Zürich, die zwischen 2007
und 2019 auf der 238'587 m² grossen ehemaligen Industriebrache erstellt wurde. Das Zwicky-Areal liegt zu ca. drei Viertel auf dem Boden der Gemeinde Wallisellen und zu einem Viertel auf dem der Stadt Dübendorf.

## Lage und Umgebung
Das 238'587 m² grosse Grundstück war nach der Einstellung der Produktion der Firma Zwicky & Co. im Jahr 2001 zunächst eine Industriebrache ohne feste Nutzung. Bereits im Jahr 2003 wurde ein erster Gestaltungsplan bewilligt, der vorsah, dass das Areal zur Wohn- und gewerblichen Nutzung verwendet und die Infrastruktur für 3000 Personen ausgelegt werden soll.
Das Areal wird durch den Neugutviadukt zerschnitten, welcher 1990 auf der Gemeindegrenze von Wallisellen und Dübendorf gebaut wurde.
Es befindet sich zwischen dem Chriesbach, der Glatt und der Autobahn A1.

## Architektur
Im Bereich des Zwicky-Zentrums sollte die Industriearchitektur erhalten werden. So wurden verschiedene Industriegebäude restauriert, und auch der markante Schornstein mit dem Zwicky-Schriftzug blieb bestehen. Die anderen Gebäude haben unterschiedliche Stile mit Fassaden in Erdtönen.
Im Zwicky-Zentrum wurden gemeinsam mit dem Denkmalschutz des Kantons Zürich die historischen Fabrikgebäude saniert und neue Gebäude entlang des Neugutviadukts und der Neugutstrasse erstellt. Diese befinden sich in Mischnutzung aus Gewerbe mit Ladenlokalen, Gewerbe, Restaurants und einer Filiale der  Discount-Einzelhandelskette Aldi.
Als neues Wahrzeichen soll das 50 m hohe Waldhaus Neuguet dienen, welches auf dem Baufeld B Süd zwischen den Jahren 2016 bis 2019 von der Steiner AG unter Bauherrschaft der Halter AG erstellt wurde. Die am Seidenplatz Wallisellen befindliche Überbauung beinhaltet zwei Restaurants, drei Gewerbebetriebe, ein Hotel der österreichischen Kette Harry’s Home mit 123 Zimmern in den Stockwerken 1 bis 3 und in den Stockwerken 4 bis 14 insgesamt 100 Eigentumswohnungen.
Im Jahr 2020 wurde nach 3,5 Jahren Bauzeit der Gebäude des Zwicky-Riedgarten die Bebauung des Zwicky-Areals komplettiert. Die aus fünf Gebäuden bestehende Überbauung mit ihren insgesamt 25'000 m² Grundfläche beherbergt Ladenlokale und Räume für Gewerbe sowie 215 Mietwohnungen.
Als besonders markant wird auch die Rostfassade der auf dem Baufeld E und als Zwicky Süd bezeichnete Überbauung der Baugenossenschaften KraftWerk1 wahrgenommen. Auch diese Gebäude befinden sich in Mischnutzung aus Wohnen, Gewerbe, Ladenlokalen und einem Hotel. Dieser Teil wurde besonders familienfreundlich ausgeführt, so dass sich auf dem Innenhof auch ein grösserer Spielplatz befindet.

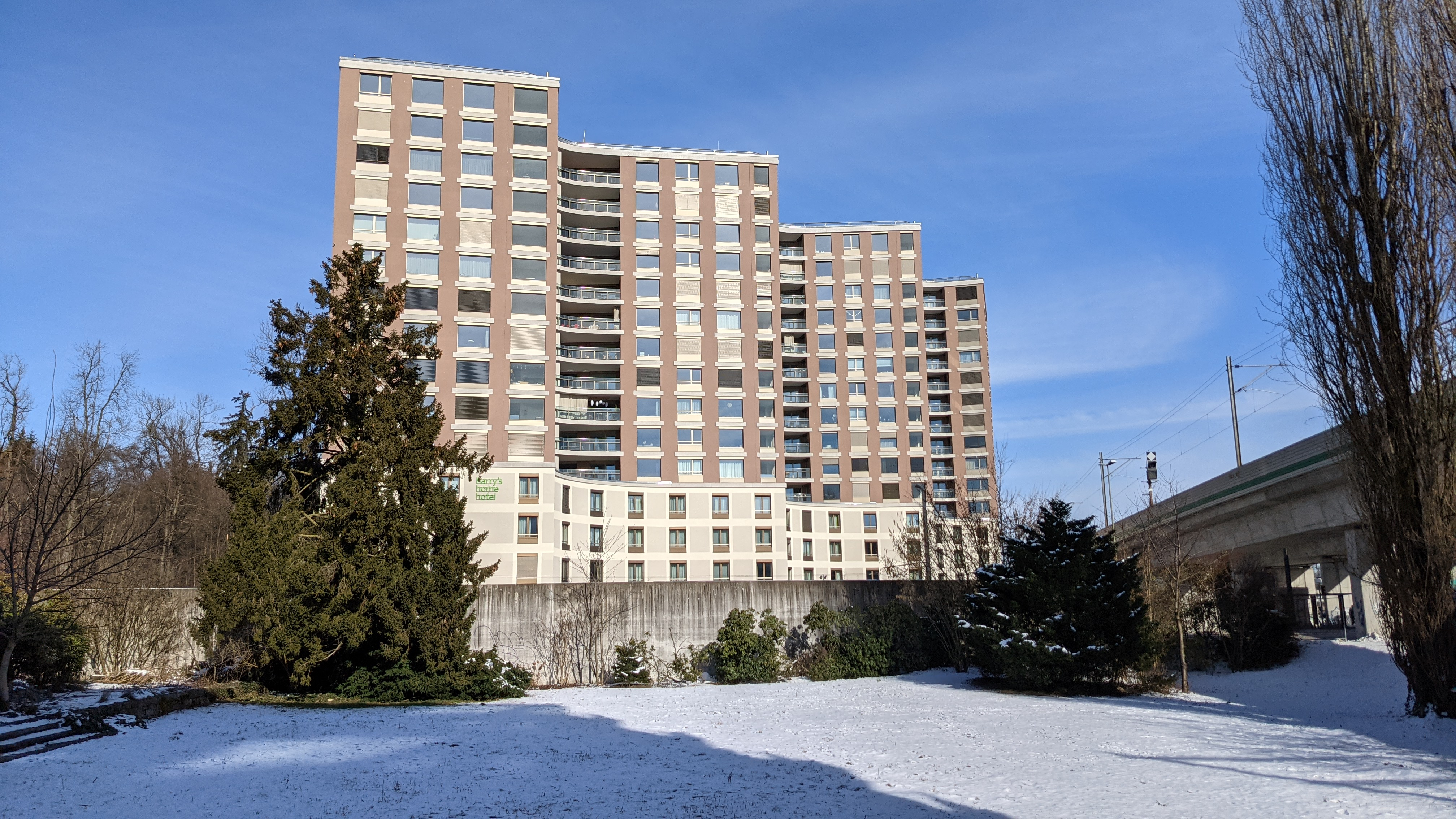
Waldhaus Neuguet, Wallisellen
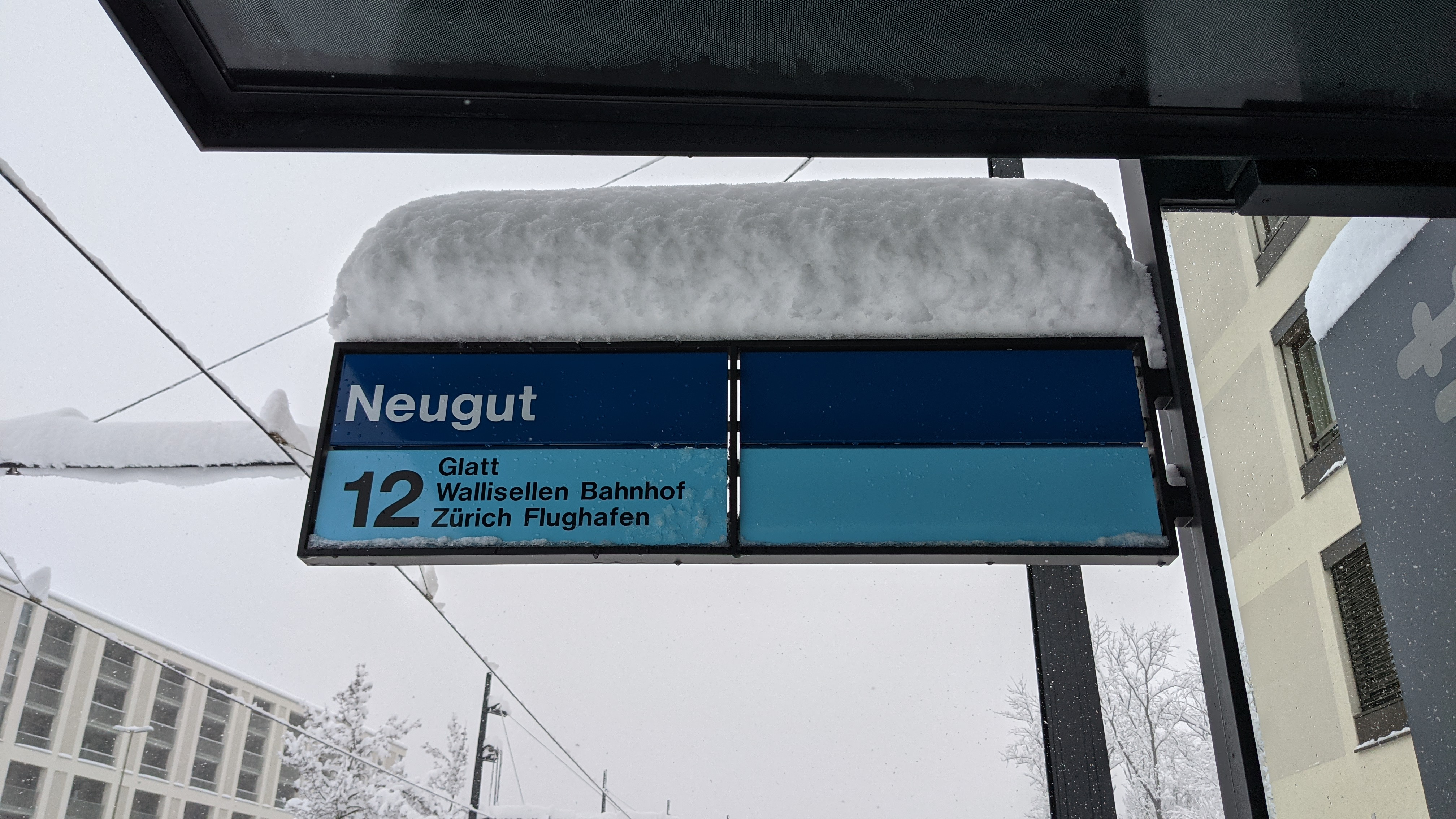
Wallisellen Neugut Haltestellenschild
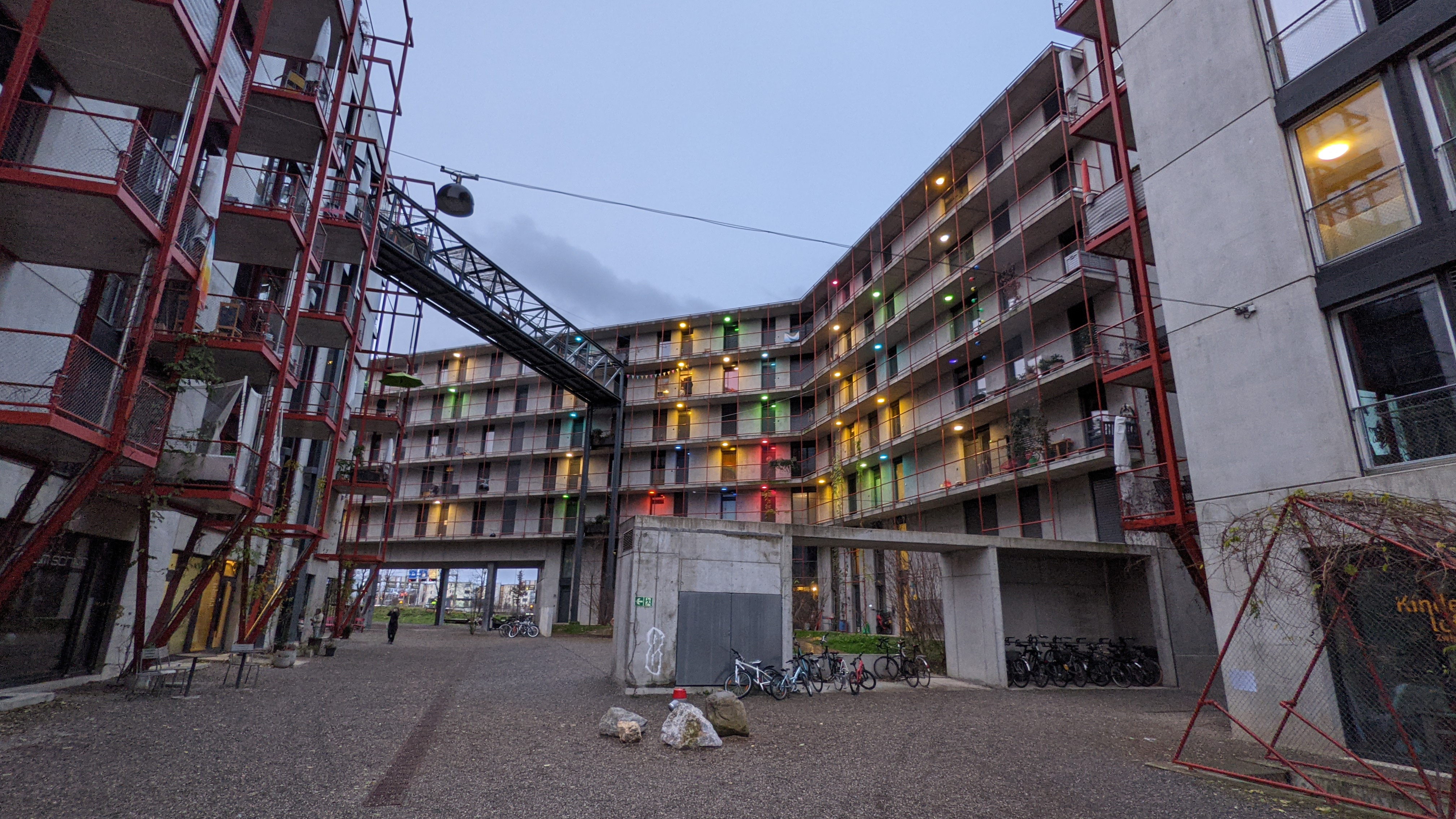
Kraftwerk1 Dübendorf
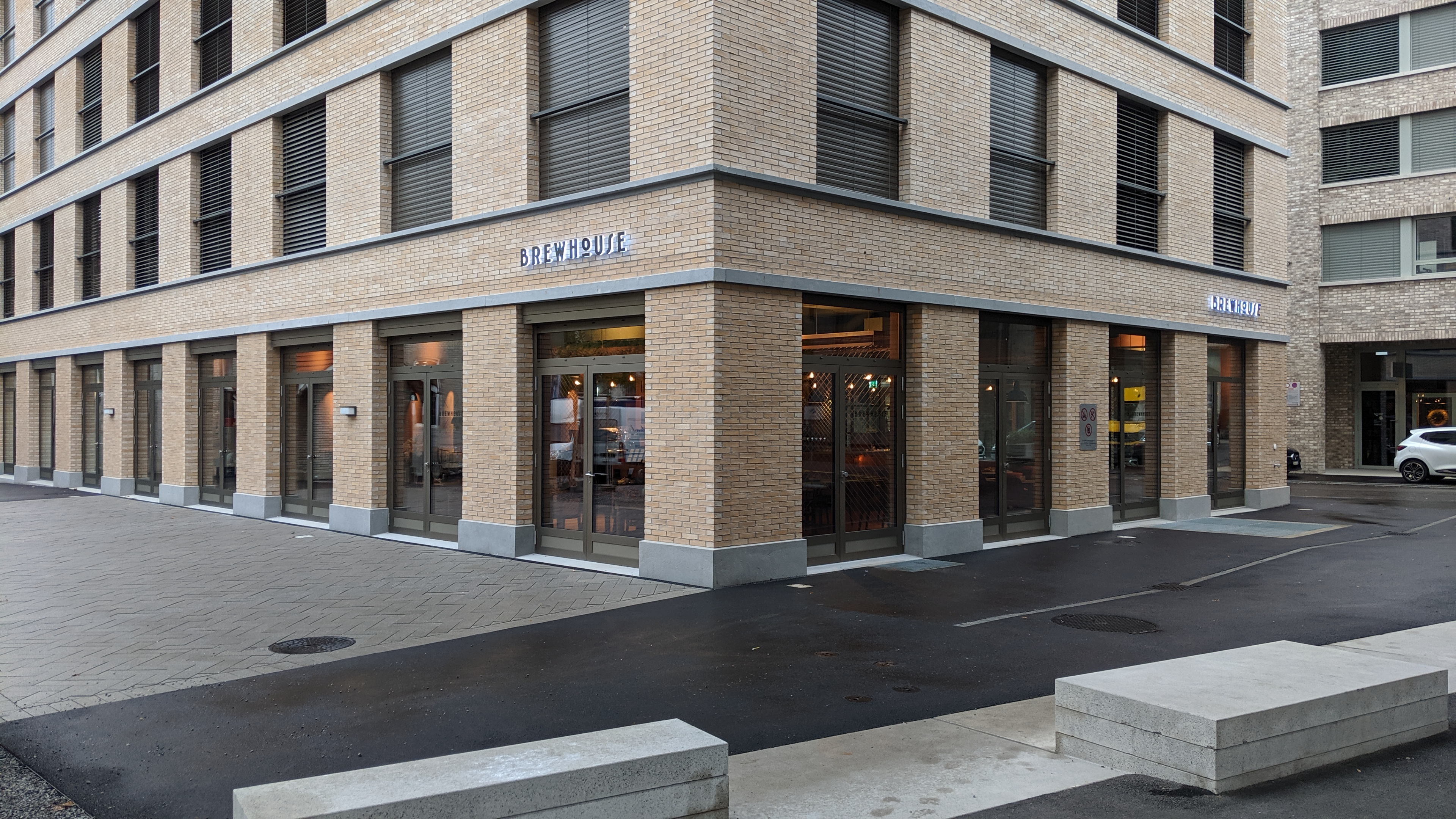
Brauereigaststätte Zwicky-Areal
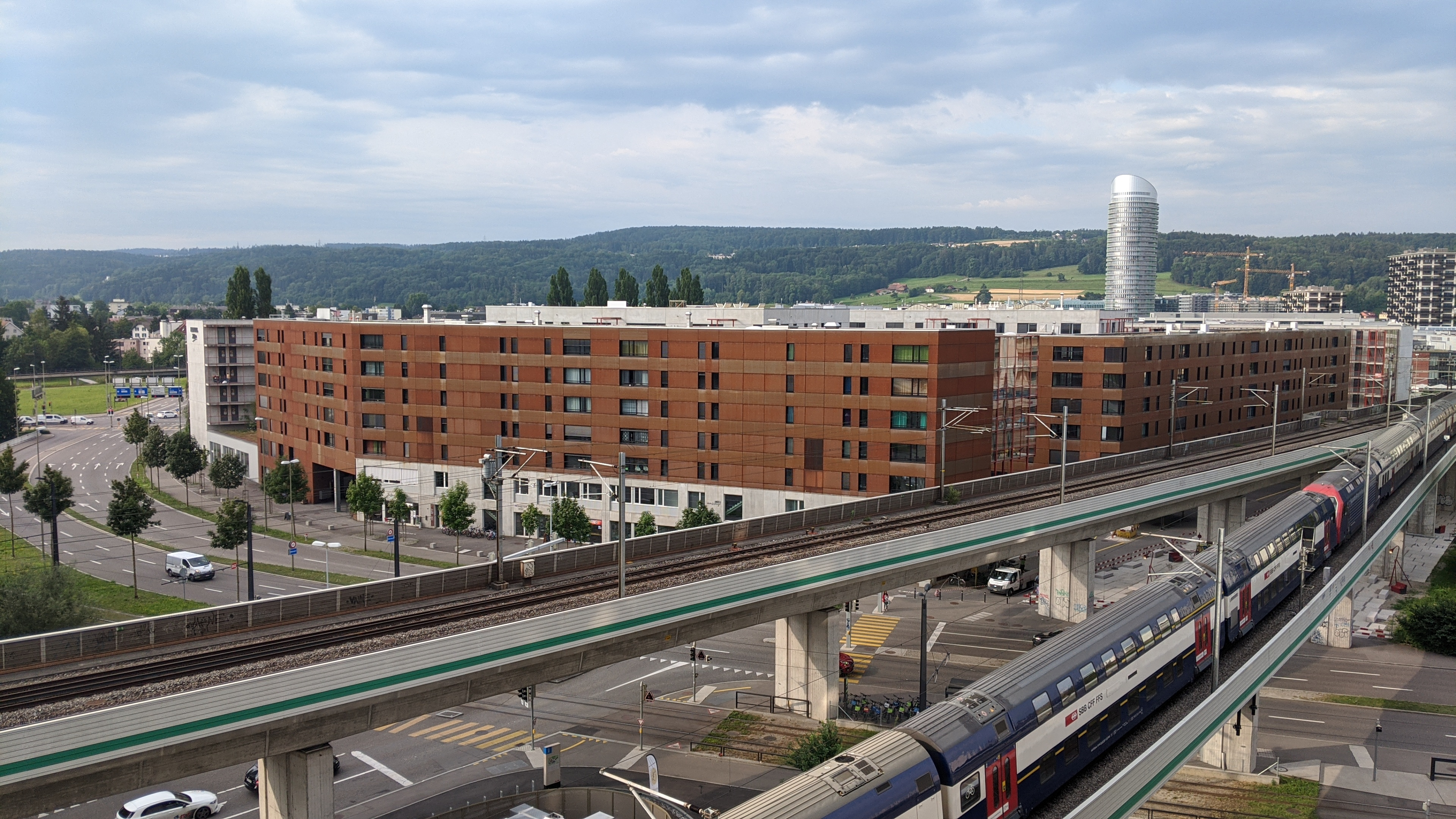
Baufeld E Dübendorf Zwicky-Areal mit Neugutviadukt
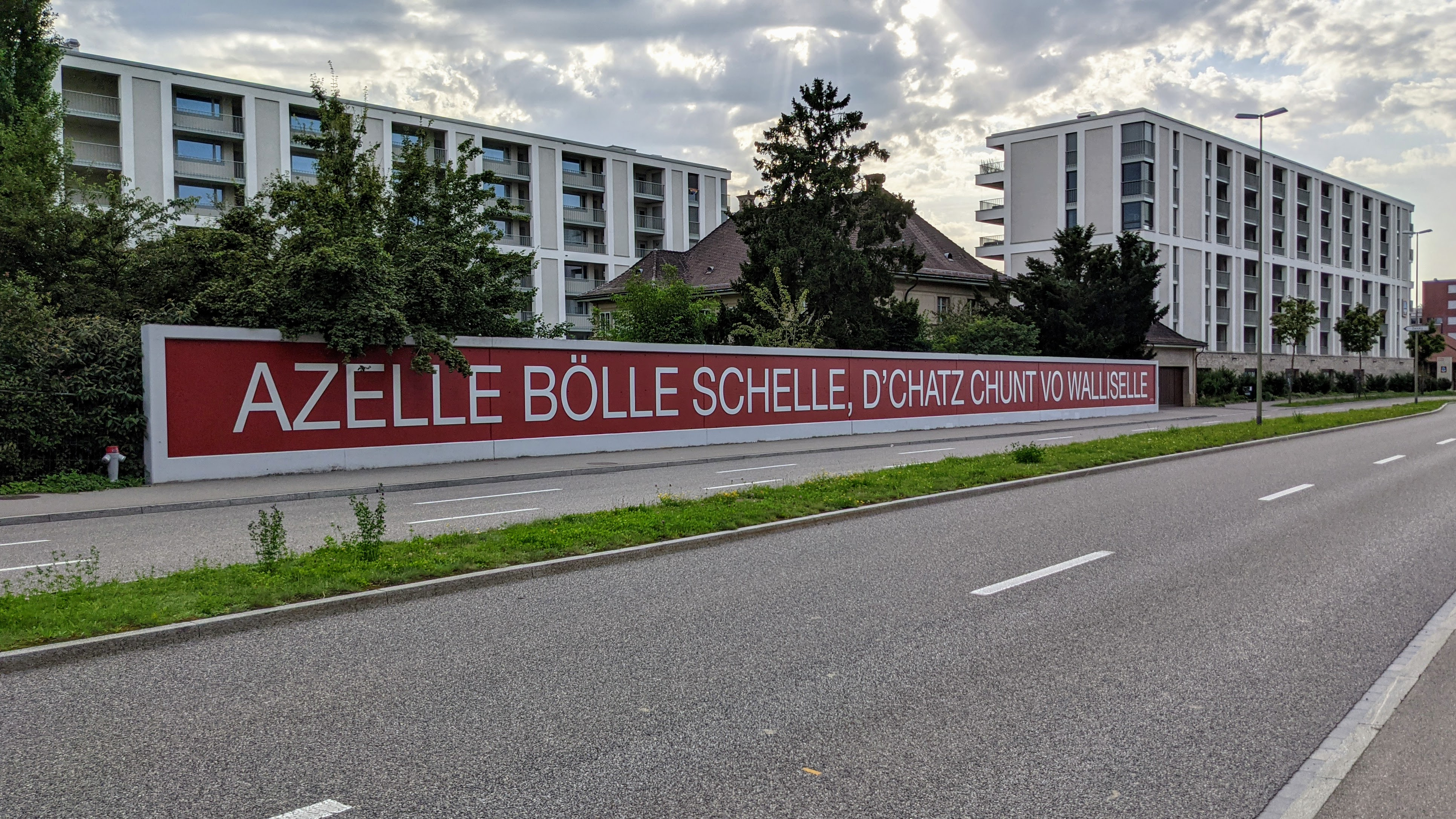
Rote Wand mit Variante des bekannten Schweizer Abzählreims
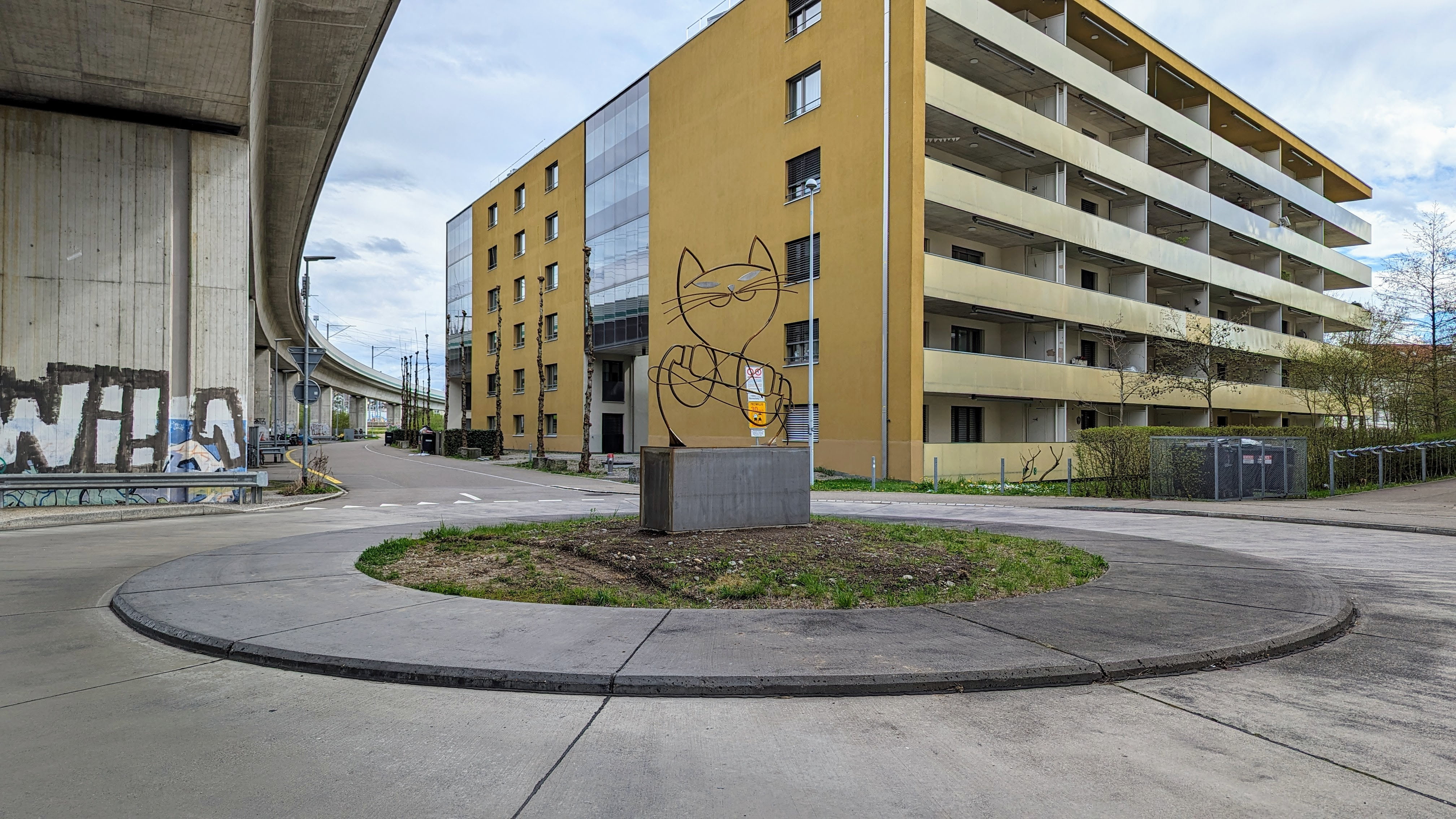
Kreisel mit Zwickykatze (Logo) vor dem Seidenplatz

## Die einzelnen Baufelder bzw. Gebäude
| Baufeld | Gebäude-Name                                           | Gemeinde    | Fläche    | Nutzung | Anzahl Wohnungen | Architekturbüro                                     | Fertigstellung |
| ------- | ------------------------------------------------------ | ----------- | --------- | --- | ---------------- | --------------------------------------------------- | -------------- |
| A       | Zwicky Zentrum, Verwaltung, Färberei, Zwirnerei, Villa | Wallisellen | 20'000 m² | Wohnungen, Gewerbe, Läden, Restaurants, Supermarkt, Brauerei                                                                     | 200              | Peter Völki, Giuliani Hönger AG, Zanoni Architekten | 2005–2021      |
| B Nord  | Waldhaus Neuguet                                       | Wallisellen | 18'050 m² | Eigentums- und Mietwohnungen, Restaurants, Läden und Gewerbe im Parterre, Hotel                                                  | 100              | Schmid-Ramser-Architekten Zürich                    | 2019           |
| B Süd   | Geschäftshaus Seidenstrasse 2–6                        | Wallisellen | 9'450 m²  | Gewerbe, Schule | 0                | Zanoni Architekten, Zürich                          | 2012           |
| C       | Zwicky Ost, Landwirtschaft                             | Wallisellen | 22'700 m² | Mietwohnungen | 170              | Martin Spühler Architekten, Zürich                  | 2011           |
| D       | Zwicky Riedgarten, Kosthäuser                          | Dübendorf   | 26'700 m² | Mietwohnungen, Gewerbe | 250              | Localarchitecture Sarl, Zanoni Architekten          | 2020–2023      |
| E       | Zwicky Süd                                             | Dübendorf   | 41'100 m² | Genossenschaftliche Mietwohnungen (Kraftwerk1), Mietwohnungen, Gewerbe, Restaurant, Hotel, Läden, Kita, Tanzschule, Sprachschule | 280              | Schneider Studer Primas, Zürich                     | 2016           |
| F       | Neuguet Dübendorf                                      | Dübendorf   | 19'700 m² | Mietwohnungen | 192              | Fischer Architekten AG                              | 2012           |

## Entstehungsgeschichte
Erstmals erwähnt wird das als Neuguet bezeichnete Areal im Jahr 1837, als dort eine Wohnung mit Scheune und Stall stand. Zwei Jahre später erteilte der Regierungsrat des Kantons Zürich das Recht, das Wasser des nahegelegenen Chriesbachs für den Betrieb der zwischenzeitlich errichteten Spinnerei zu nutzen. Dies führte dazu, dass in den Folgejahren von 1841 bis 1847 zusätzliche Gebäude mit einer Produktionsstätte für eine Zwirnerei und Wohnhäuser entstanden.
Im Jahre 1851 stellte der Besitzer der Seidenzwirnerei Neugut Johann Kaspar Guggenbühl den Antrag, einen neuen Fabrikkanal erstellen zu dürfen, der durch das Wasser des Flusses Glatt gespeist werden sollte. Diesem Antrag wurde stattgegeben, und 14 Jahre später wurden die Bauarbeiten abgeschlossen.
1902 wurde unter der Leitung von Fritz Zwicky-Guggenbühl die Anlage auf den noch heute sichtbaren Stand gebracht, und es entstand die grosse Zwirnerei. Die Firma Zwicky florierte, so dass im Jahr 1960 der Bau eines weiteren Zwirnereigebäudes beauftragt wurde.
Im Norden und Westen des Zwicky-Areals wurde der Wasserpegel der Glatt, verursacht durch den Bau der Autobahn im Jahre 1973, im Norden und Westen abgesenkt. Dies war mit einem Verlust der Wasserkraft verbunden, welche sich negativ auf den Betrieb der Fabrik auswirkte. Mit der Erstellung von Strassenbauten der 1960er/1970er-Jahre sowie des Neugutviadukts in den späteren 1980er-Jahren wurde das Areal nach allen Seiten beschnitten. Die 1990er-Jahre waren prägend und läuteten das Ende der Zwicky-Fabrik ein, was zu deren Niedergang im Jahr 2001 führte.
Nachdem die Stadt Zürich immer näher an Wallisellen rückte, wurde der erste private Gestaltungsplan von Peter Zwicky im Jahr 2003 durch die Gemeinde Wallisellen genehmigt. Aufgrund dieses Plans entstanden im Jahr 2007 in den alten Verwaltungsgebäuden Wohnungen und Lofts. 2008 übernahm Peter Zwickys Schwester Monica Zwicky die operative Führung des Areals. Danach entstand ein zweiter Gestaltungsplan, der dem grösseren Bedürfnis nach Wohnen gerecht wurde und einige Probleme des ersten Plans verbesserte.
Im Jahr 2010 wurde das letzte Teilstück der Linie 12 der Glattalbahn mit der Haltestelle Wallisellen Neugut eröffnet, so dass das Areal sehr gut an den öffentlichen Verkehr angebunden wurde.
In den folgenden Jahren wurden alle ausgewiesenen Baufelder bebaut. Die Eröffnung erfolgte in mehreren Etappen. Die Bebauung wurde im Jahr 2020 abgeschlossen. In den knapp 1000 Wohnungen leben heute rund 3000 Menschen auf dem Zwicky-Areal.
Auch heute noch erinnert Vieles an die ehemalige Zwirnerei und Seidenfabrik Zwicky: Einige der ehemaligen Fabrikgebäude wurden restauriert und umgenutzt. Auch der markante Schornstein ist erhalten und bereits von Weitem gut zu sehen. Zudem spiegelt sich die dort ehemals angesiedelte Industrie in der Benennung der Strassennamen wie Seidenstrasse, Seidenweg, Seidenplatz, Zwirnereistrasse, Zwickystrasse wider.

## Anbindung des Areals an den Verkehr
Der grösste Zubringer des Areals ist die Neugutstrasse, welche eine wichtige Verbindungsstrasse des Glattals ist. An den öffentlichen Verkehr ist das Areal auf Höhe des Seidenplatzes mit der Haltestelle Wallisellen Neugut von der Linie 12 der Glattalbahn und im Süden mit der Haltestelle Dübendorf Neugut Süd von der Buslinie 759 erschlossen. Der Bahnhof Stettbach ist fussläufig zu erreichen.
Das Zwicky-Zentrum ist mit Motorfahrzeugen befahrbar, jedoch für den Durchgangsverkehr gesperrt. Das ganze Areal wurde autoarm ausgeführt, so dass nur eine begrenzte Anzahl an Parkplätzen zur Verfügung steht.

## Kurioses
Das Zwicky-Areal befindet sich sowohl auf den Gebieten der Gemeinde Wallisellen und der Stadt Dübendorf. Zunächst erhielten Anwohner der Gebäude der Seidenstrasse in Dübendorf von der Schweizerischen Post Adressen mit einer Walliseller Anschrift zugeteilt. Dies führte zu Verwirrung und stellte die Anwohner vor erhebliche Schwierigkeiten im Alltag, da sich der Wohnsitz von dessen Anschrift unterschied. Die Post reagierte im Jahr 2018 und korrigierte dies, so dass seitdem die Anschrift auch der jeweiligen Lage entspricht.